# Lankwitz
För orten i nuvarande Polen, se Łękwica.
Lankwitz är en stadsdel (tyska: Ortsteil) i södra Berlin i Tyskland.  Lankwitz har 41 952 invånare (2014) och tillhör sedan 2001 stadsdelsområdet Steglitz-Zehlendorf.

## Geografi
Lankwitz är den östligaste stadsdelen i stadsdelsområdet Steglitz-Zehlendorf och ligger i södra delen av staden Berlin. Stadsdelen avgränsas i norr av Teltowkanalen och i öster av järnvägslinjen Dresdener Bahn. Grannstadsdelar är Steglitz i norr, Mariendorf i öster, Marienfelde i sydost och Lichterfelde i väst. Bebyggelsen består huvudsakligen av villa- och hyreshusområden.

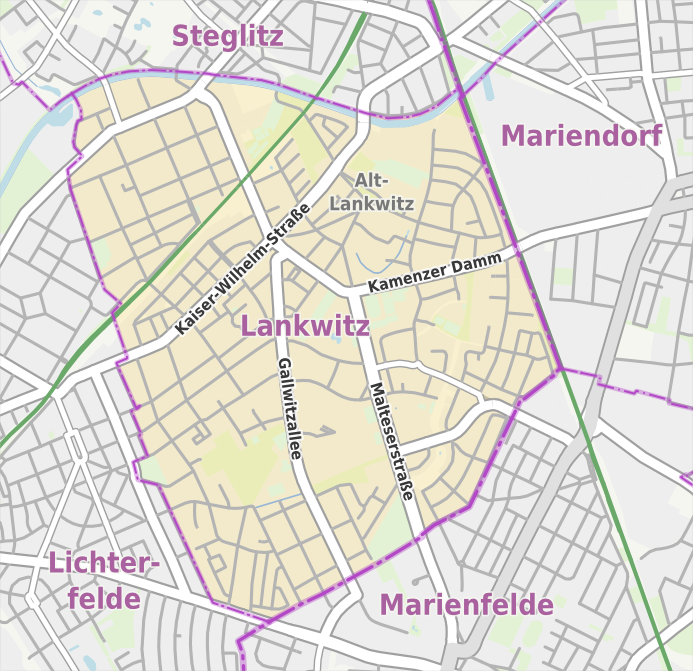
Karta över Lankwitz

## Historia
Lankwitz var ursprungligen en slavisk by, Lankowice, som låg här under tidig medeltid. Namnet kommer troligen från bäcken Lanke som låg här och idag utgör en del av Teltowkanalen. Byn omnämns första gången i skriftliga källor 1239, då den skänktes till Mariaklostret i Spandau av markgrevarna Johan I och Otto III av Brandenburg. Orten hade troligen redan vid denna tid koloniserats av tyska bosättare i samband med Ostsiedlung. Den gamla bygatan och den medeltida bykyrkan ligger idag utmed gatan Alt-Lankwitz i nordöstra delen av Lankwitz. 
Byn övergick till de kurfurstliga domänerna 1558 i samband med reformationen i Brandenburg. Herrgården är sedan 1786 i adelssläkten von Pfuels ägo. Järnvägen Anhalter Bahn i sydvästlig riktning från Berlin drogs genom orten på 1840-talet, och 1895 fick orten en järnvägsstation vilket ledde till att villabebyggelsen i området tog fart. 1920 införlivades orten i Stor-Berlin.
Stadsdelen drabbades under natten 23-24 augusti 1943 av ett omfattande bombanfall som förstörde många av stadsdelens äldre byggnader. Efter kriget rekonstruerades bland annat rådhuset och kyrkorna och luckorna i bebyggelsen slöts, så att stadsdelen idag är helt bebyggd. Under ockupationstiden låg stadsdelen 1945-1990 i den amerikanska sektorn i Västberlin.

## Kända invånare
- Heinz Barwich (1911-1966), kärnfysiker.
- Otto Lilienthal (1848-1896), flygpionjär, begravd på Lankwitz kyrkogård.
- Hanna Neumann (1914-1971), tysk-australiensisk matematiker.
- Jutta Neumann (född 1932), friidrottare.
- Walter Porstmann (1886-1959), ingenjör och matematiker, uppfinnare av A4-formatet för papper, begravd på Lankwitz kyrkogård.
- Arvo Pärt (född 1935), estnisk kompositör.
- Marianne Rosenberg (född 1955), schlagersångerska, låtskrivare och författare.

## Kommunikationer
Lankwitz station trafikeras av Berlins pendeltåg, på linje S25, Teltow - Berlins centrum (Friedrichstrasse) - Hennigsdorf. Från Lankwitz centrum finns täta bussförbindelser till angränsande stadsdelar. Området har utpekats som av särskilt intresse för utbyggnad av spårtrafik, och planer finns på utbyggnad av tunnelbana, alternativt spårväg, samt inrättande av en ny pendeltågsstation. På grund av förbundslandet Berlins ansträngda finanser är det oklart när och om sådana planer skulle kunna realiseras.